# Viśuddhacāritra
Viśuddhacāritra (jap. 浄行, Jōgyō, dt. Reines Praktizieren) ist ein Bodhisattva. Er wird im 15. Kapitel des Lotos-Sutra mit dem Namen Hervorquellen (von Scharen von Bodhisattvas) aus der Erde erwähnt, zusammen mit den Bodhisattvas Supratisthitacaritra (Praktizieren von friedlichem Stand), Anantacāritra (Unbegrenztes Praktizieren) und Viśistacāritra (Hervorragendes Praktizieren). Er symbolisiert die Reinheit als Bestandteil der Charakteristika der Buddhaschaft.